# Einhell
Einhell Germany AG (транскр. Айнхел) е германски производител на електрически инструменти и градинско оборудване, разположен в Ландау ан дер Изар, Германия.

## История
Компанията е основана на 2 юни 1964 г. от Йозеф Танхубер като Hans Einhell GmbH. Ханс Айнхел е чичо на Йозеф Танхубер.
В края на 60-те години открива фабрика и в Испания. Компанията излиза на Франкфуртската фондова борса през 1987 г. Тя е дружество от сегмента Prime Standard, търгувано на световната електронна система за търговия с ценни книжа Xetra.
През 1994 г. е открито производствено предприятие в Китай, където производството продължава и до днес. Продуктите се проектират и разработват в централата на компанията в Германия.

## Структура
Фирмата има около 1400 служители. През 2016 г. оборотът ѝ е 486 млн. евро. Андреас Кройс е неин главен изпълнителен директор от януари 2003 г.
През 2013 г. Einhell придобива Ozito, австралийска компания, която доставя продукти „Направи си сам“ от марката Bunnings за техните магазини в цяла Австралия. Ozito произвежда строителни инструменти под марката Full Boar и електроинструменти от нисък клас под марката XU1.
Веригата Lidl търгува с инструменти от бранда PARKSIDE, който принадлежи на Einhell.

## Продукти
- Ъглошлайфи
- Верижни триони
- Машини за абразивно рязане
- Ударни бормашини
- Пистолети за горещ въздух
- Прободни триони
- Косачки
- Електрически бормашини
- Шлайф машини
- Тримери с корда
- Настолни циркуляри
- Прахосмукачки